# Refractor Engine
Refractor Engine – silnik gry napisany przez szwedzkie studio Refraction Games. Swoją premierę miał wraz z grą Codename Eagle w 1999 roku. Wraz z przejęciem studia przez firmę Digital Illusions CE silnik stał się również jej własnością. Został przebudowany i wykorzystany w grach komputerowych z serii Battlefield.

## Gry wykorzystujące silnik Refractor Engine

### Refractor Engine
- Codename Eagle (1999)[2]

### Refractor Engine 2
- Battlefield 1942 (2002) – wraz z dodatkami[3]
- Battlefield Vietnam (2004)[3]
- Battlefield 2 (2005) – wraz z dodatkami[3]
- Battlefield 2142 (2006)[3]
- Battlefield Heroes (2009)[3]
- Battlefield Play4Free (2011)[4]